# سارايفا
سارايفا هو لاعب كرة قدم برازيلي في مركز الوسط، ولد في 5 فبراير 1983 في سابوكايا دو سول في البرازيل. لعب مع غريميو بورتو أليغرينزي ونادي القادسية ونادي إنترناسيونال ونادي تاركسيين راينباوز ونادي سي آر بي ونادي فلامنغو ونادي هرفوليه.

## وصلات خارجية
- سارايفا على موقع قاعدة بيانات كرة القدم.إي يو (الإنجليزية)
- سارايفا على موقع Soccerway.com (الإنجليزية)